# کوتوس، کنیا
کوتوس (به لاتین: Kutus) یک شهرک در کنیا است که در شهرستان کیرینیاگا واقع شده‌است.